# Гребляки
Гребляки (лат. Corixidae) — семейство насекомых из отряда полужесткокрылых. В семействе описано около 550 видов.

## Описание
Клопы мелких и средних размеров; в длину достигают от 1,5 до 15 мм. Передние лапки односегментные, обычно расширены в лопаточку. Хоботок не расчленён. Голова вертикальная, подогнута под грудь. Простых глазков нет.

## Экология
Питаются как животной, так и растительной пищей. В период цветения воды представители подсемейства Micronectinae питаются преимущественной водорослями и цианобактериями. Callicorixa, Glaenocorisa, Arctocorisa, Cenocorisa и др являются хищниками, питаются личинками двукрылых, червей и ракообразных. В условиях голодания самки могут поедать собственные яйца.

## Классификация
В России встречаются представители 11 родов из трёх подсемейств:
- Micronectinae Jaczewski, 1924
  - Micronecta Kirkaldy, 1897
- Cymantiainae Walton, 1940
  - Cymantia Flor, 1860
- Corixinae Leach, 1915
  - Glaenocorisa Thomson, 1869
  - Monticorixa Štys, 1975
  - Arctocorisa Wallengren, 1894
  - Corixa Geoffroy, 1762
  - Hesperocorixa Kirkaldy, 1908
  - Heliocorisa Lundblad, 1928
  - Callicorixa White, 1873
  - Paracorixa Stichel, 1955
  - Sigara Fabricius, 1775